# 오주르게티

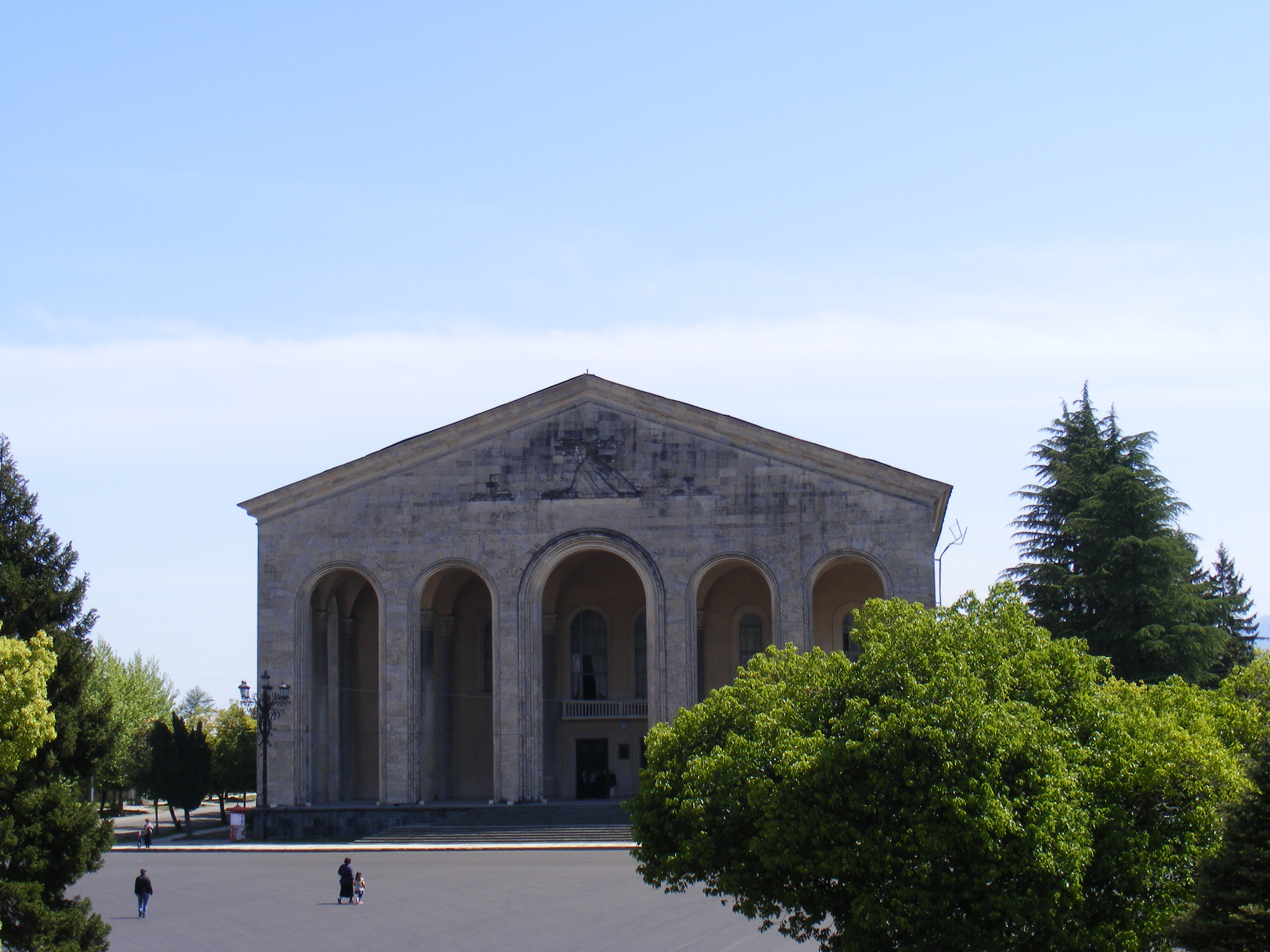
오주르게티 극장

오주르게티(조지아어: ოზურგეთი)는 조지아 서부에 위치한 도시로, 구리아 주의 주도이며 인구는 14,785명(2014년 기준)이다. 한때 마하라제(Macharadze, Makharadze)라는 이름으로 불리기도 했다.

## 같이 보기
- 구리아주